# 金砂山観音堂
金砂山観音堂（きんしゃさんかんのんどう）は、神奈川県藤沢市にある観音堂、金砂山と号す。

## 概要
旧・東海道の遊行寺橋（旧・大鋸橋）より100メートル南に位置する観音堂。砂山観音ともいう。通称は帯解観音。

## 歴史
金井守清の二男、太郎左衛門清仲が入道して清西と号して、寛永年間（1624年 - 1645年）に、この堂を開基した。
小川泰二『我が棲む里』、平野道治『鶏肋温故』によると、毎月17日には多数の婦人が参詣したという。
1935年（昭和10年）10月、『横浜貿易新報』の読者投票により県下名勝史蹟四十五佳選に選定された。

## 本尊
- 観音菩薩

## 境内
- 鼻黒稲荷大明神
- 嗚呼九月一日 - 関東大震災の石碑

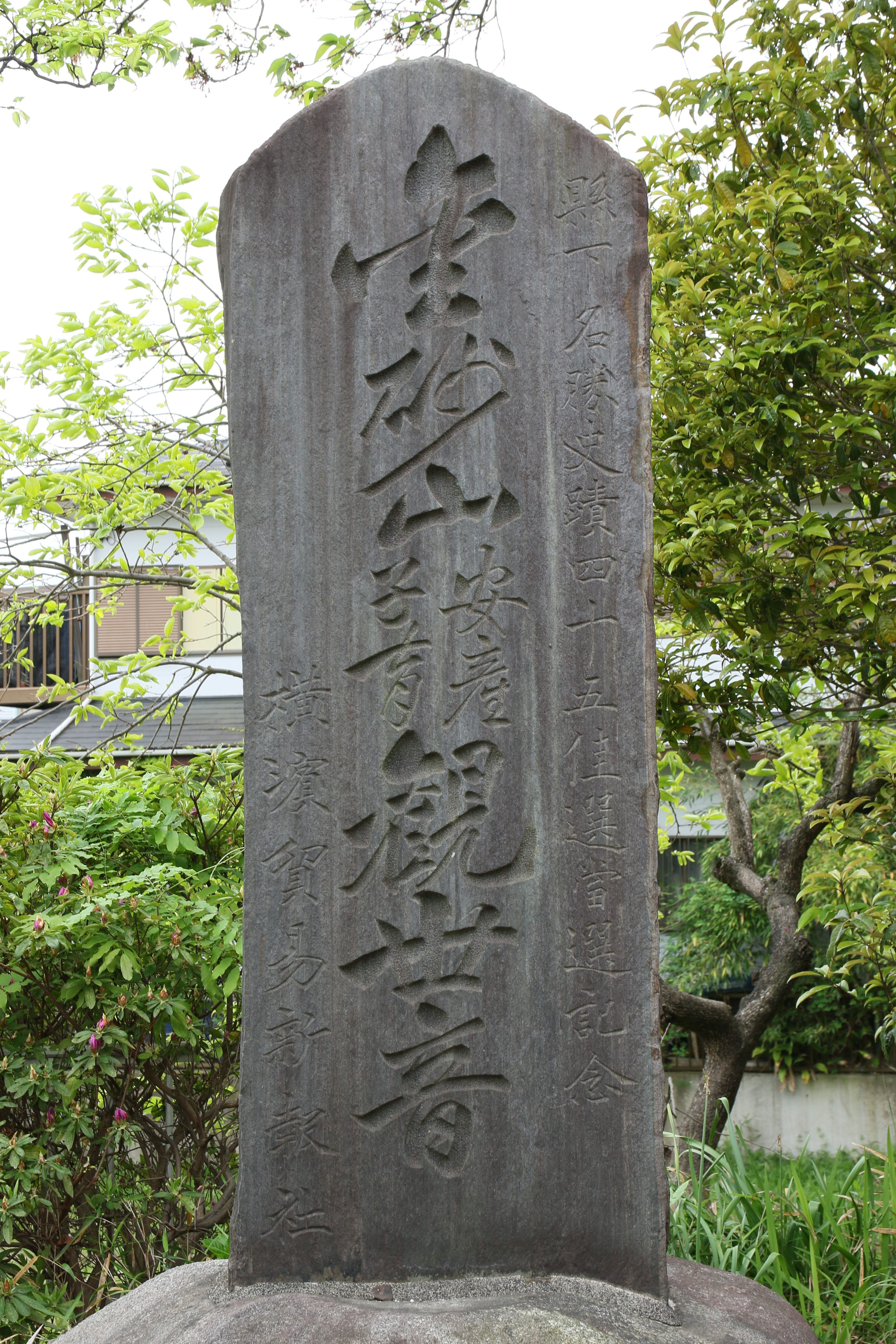
「金砂山安産子育観世音」碑

- 「金砂山安産子育観世音」碑 - 県下名勝史蹟四十五佳選当選記念碑

## 所在地情報
所在地
- 神奈川県藤沢市藤沢692番地

交通アクセス
- 鉄道
  - 藤沢駅

- 道路
  - 国道467号